# Конон Палестинский
Конон Палестинский (греч. Κόνωνος του εν Ιορδάνη; англ. Venerable Conon, Abbot in Palestine; в католицизме: Конон Креститель, Конон из Пентуклы, Конон Иорданский) (? - 555) - христианский святой, игумен Пентуклы, преподобный.

Родился в Киликии. Еще в молодости принял монашество в монастыре Пентукла, на Иордане, где был рукоположен в пресвитеры. Был известен строгим подвижничеством. Пётр, архиепископ Иерусалимский, посылал к нему народ для крещения в Иордане. Преподобный Конон крестил приходивших и помазывал святым миром, но избегал крестить женщин. По преданию, однажды ему явился святой Иоанн Предтеча и обещал помогать молитвами в борьбе с искушениями.
Прожил в монастыре 20 лет. Умер в 555 г.

Память св. Конона празднуется 19 февраля.